# دينيس مانغافيس
دينيس مانغافيس (بالألمانية: Denis Mangafic)‏ (12 ديسمبر 1989 بفرانكفورت في ألمانيا - ) هو لاعب كرة قدم ألماني في مركز الوسط. لعب مع إف إس في فرانكفورت وفيهين فيسبادن وكيكرز أوفنباخ وهيراكليس ألميلو.

## روابط خارجية
- دينيس مانغافيس على موقع قاعدة بيانات كرة القدم.إي يو (الإنجليزية)
- دينيس مانغافيس على موقع بيانات كرة القدم. دي إي (الألمانية)
- دينيس مانغافيس على موقع Soccerway.com (الإنجليزية)
- دينيس مانغافيس على موقع عالم كرة القدم.نت (الإنجليزية)